# Das Krokodil (Oper)
Das Krokodil ist das vierte Bühnenwerk des deutschen Komponisten Jury Everhartz und der österreichischen Librettistin Kristine Tornquist aus dem Jahr 2004 in Zusammenarbeit mit dem sirene Operntheater Wien. Die Geschichte entstammt der gleichnamigen Erzählung Das Krokodil von Fjodor Michailowitsch Dostojewski.

## Handlung
Das Krokodil verschlingt Iwan Matwejewitsch in der Schaubude, in der es gezeigt wird, mit einem Bissen. Er hatte es mit seinem Spazierstock ein wenig gereizt, um seine Frau Jelena zu beeindrucken.
Als die entsetzten Zuschauer des Geschehens die Stimme des unverletzten Iwan aus dem Krokodil heraus vernehmen, legt sich die erste Aufregung. Es beginnt ein absurdes Spiel um vernünftelnde Unvernunft und verschiedene Eigeninteressen, die sich hinter dem sogenannten ökonomischen Prinzip verbergen.
Der Krokodilbesitzer, ein radebrechender Deutscher, weigert sich, sein Kapital, das Krokodil, zu opfern. Er freut sich über das heranströmende Publikum, das nun viel mehr zu zahlen bereit ist.
Das ökonomische Prinzip ginge über alles, hört man auch Iwan Matwejewitsch aus dem Bauch des Krokodils. Er hofft, aus der warmen Höhle heraus seine kruden Gesellschaftsideen besser vertreiben zu können und berühmt zu werden.
Seine Frau Jelena Iwanowna findet nach dem ersten Schreck ihren neuen Status als eine Art Witwe befreiend interessant. Iwan Matwejewitschs, Vorgesetzter Timofej Semjonowitsch, der helfen soll, hält Verschlungenwerden für unanständig und rät – aus Gründen des ökonomischen Prinzips – die ganze Sache als Privatangelegenheit zu behandeln und diskret abzuwarten.
Nur Semjon Semjonowitsch, der väterliche Freund, kann nicht begreifen, warum sich alle sofort und gerne in das Schicksal fügen, doch alle seine Versuche, den absurden Zustand zu beenden, scheitern an der Gleichgültigkeit und Verblendung der Betroffenen.
Als Semjon Semjonowitsch Iwan Matwejewitsch die ersten Zeitungsberichte vorliest, in denen der seinen aufsteigenden Ruhm erwartet, ist die Enttäuschung groß. Denn die Wahrheit ist darin völlig entstellt. Es heißt darin etwa, ein Betrunkener hätte unzivilisierterweise das europäische Krokodil aufgefressen und die russische Gesellschaft sei der europäischen Zivilisiertheit noch nicht gewachsen.
Vor Zorn über das Unverständnis seinen modernistischen Ideen gegenüber tobt Iwan Matwejewitsch wüst im Bauch des Krokodils herum, so dass das gequälte Tier ihn wieder herauswürgt.
Er schält sich als Krokodil aus dem Krokodil. Um seine Erkenntnisse an die Welt weiterzugeben, möchte er sie ins Krokodil zerren. Im Krokodil, verspricht er, läge die optimale Welt.

## Gestaltung

### Szenenfolge
- Prolog / Vorspiel. Pantomime
- 1. Szene. Iwan Matwejewitsch, Jelena Iwanowna und Semjon Semjonowitsch besuchen die Krokodilschau
- 2. Szene. Semjon Semjonowitsch als Bittsteller bei Timofej Semjonowitsch, Iwan Matwejewitschs Chef
- 3. Szene. Semjon Semjonowitsch kehrt zum Krokodil zurück, um Iwan Matwejewitsch zu berichten
- 4. Szene. Semjon Semjonowitsch besucht die schöne Jelena Iwanowna und trinkt mit ihr Tee
- 5. Szene. Semjon Semjonowitsch besucht Iwan Matwejewitsch und liest ihm die Zeitungsmeldungen vor
- Epilog / Nachspiel. Die Näherinnen

### Besetzung
Das abendfüllende Werk ist für eine sehr ungewöhnliche Besetzung geschrieben. Die Partitur sieht außer fünf Sängerinnen und Sängern und einem solistischen Frauenterzett 12 gleichschwebend temperierte Konzertflügel vor, die im Bühnenraum verteilt sind. Die 12 Pianisten spielen gelegentlich kleine Schlaginstrumente und präparieren die Klaviere auf verschiedene Arten und Weisen.

## Werkgeschichte
Der Uraufführung fand am 26. Februar 2004 im Jugendstiltheater am Steinhof in Wien statt. In einer Koproduktion des sirene Operntheaters mit dem Jugendstiltheater folgten dort weitere fünf Vorstellungen in der Uraufführungsreihe.
Die musikalische Leitung übernahm Marino Formenti, Regie führte Kristine Tornquist. Die Produktionsleitung hatte Alois Hofinger.
Sängerinnen und Sänger
- Lisa Fornhammar (Jelena Iwanowna)
- Bernd Oliver Fröhlich (Iwan Matwejewitsch)
- Marco Di Sapia (Semjon Semjonowitsch)
- Alfred Werner (Timofej Semjonowitsch)
- Rupert Bergmann (Der Krokodilsbesitzer)
- Barbara Dorfmann, Pia Ernstbrunner, Heidemaria Gruber (3 Näherinnen)

Leading Team
- Kristine Tornquist (Regie)
- Marino Formenti (musikalische Leitung)
- Jakob Scheid (Bühne)
- Vesna Tusek (Kostüm)
- Manora Auersperg (Maske)
- Alois Hofinger (Produktionsleitung)

Pianistinnen und Pianisten
- Christine David
- Ulrike Fendel
- Jeffrey Greiman
- Rossen Gergov
- Jan Janicki
- Elena Larina
- Ariane Matiakh
- Benjamin McQuade
- Bernhard Ott
- Susanna Spaemann
- Sigrid Trummer
- Kyôko Yoshizawa